# Coleophora trifolii
Coleophora trifolii é uma espécie de mariposa do gênero Coleophora pertencente à família Coleophoridae.